# U 334
U 334 war ein „Atlantik“-U-Boot der ehemaligen deutschen Kriegsmarine im Zweiten Weltkrieg.

## Bau und Geschichte
Das Boot wurde am 23. September 1939 zusammen mit den Schwesterbooten U 331, U 332 und U 333 bei den Emder Nordseewerken in Auftrag gegeben. Die Kiellegung unter der Bezeichnung „Neubau 206“ war am 16. März 1941, der Stapellauf erfolgte am 15. August 1941 und die Indienststellung unter Kapitänleutnant Hilmar Siemon fand am 9. Oktober 1941 statt.
Das Boot unterstand während der Einfahr- und Ausbildungszeit der 8. U-Flottille und danach der 3. U-Flottille und der 11. U-Flottille als Frontboot. Es führte als Turmemblem den Eiffelturm auf einem schwarz-weiß karierten Schild, durch welchen der Schlüssel der Stadt Bremen stach. Eine spätere Version zeigte das gleiche Emblem, wobei der Schild von zwei Eisbären gehalten wurde.

## Einsatz

### 1. Unternehmung
Das Boot verließ Kiel unter dem Kommando von Kapitänleutnant Siemon am 18. März 1942 und lief über Helgoland in das Nordmeer zwischen Norwegen, Island und Grönland. Es lief nach 26 Tagen, ohne ein Schiff versenkt oder beschädigt zu haben, im U-Stützpunkt Trondheim ein.

### 2. Unternehmung
U 334 lief am 7. Juni 1942 aus Trondheim und befand sich 23 Tage auf See. Operationsgebiet war erneut das Nordmeer und das Gebiet östlich der Insel Jan Mayen. Am 4. und 5. Juli erzielte Siemon seine ersten und letzten Versenkungen: am 4. Juli 1942 den US-amerikanischen Dampffrachter William Hooper (7.177 BRT) und am folgenden Tag den britischen Dampffrachter Earlston (7.195 BRT). Am Abend des 5. Juli wurde U 334 auf Grund falscher Identifizierung von einem deutschen Ju 88 Bomber nordöstlich des Nordkaps mit Wasserbomben attackiert und schwer beschädigt (Tauchunfähigkeit, Ruderschaden) und musste von U 456 in den Neidenfjord eskortiert werden, wo der Schaden notdürftig repariert wurde. Da der Schaden im Neidenfjord nicht vollständig repariert werden konnte, verlegte U 334 über Tromsø, Narvik und Rørvik in die Kriegsmarinewerft Trondheim.

### 3. Unternehmung
Ende Oktober 1942 war die Reparatur des Ruders abgeschlossen und U 334 lief erneut aus. Während 29 Tagen im Nordmeer und nordwestlich von Island konnten keine Erfolge erzielt werden. Das Boot kehrte am 30. November nach Harstad zurück, lief am 1. Dezember weiter nach Narvik und am 2. Dezember nach Trondheim, wo vom 4. Dezember 1942 bis zum 31. Januar 1943 eine große Instandsetzung erfolgte.
Nach der Instandsetzung verlegte das Boot am 12. Februar 1942 von Trondheim nach Bergen, wo es vom 21. Februar 1943 bis zum 30. April 1943 als Seegangsschießboot diente. Am 1. April wurde Kapitänleutnant Siemon als Kommandant von Oberleutnant Heinz Ehrich abgelöst.

### 4. Unternehmung und Ende
U 334 verließ den Stützpunkt Bergen am 5. Juni 1943. Auf dieser Unternehmung im Nordatlantik konnten keine Schiffe versenkt oder beschädigt werden. Am 14. Juni 1943 wurde das Boot südwestlich von Island vom ASDIC der britischen Fregatte HMS Jed (K.235) und der britischen Sloop HMS Pelican (U.86) geortet und dann durch Wasserbomben versenkt. Es war ein Totalverlust mit 47 Toten. Die Position des Wrackes ist 58°16' N - 28°20' W, im ehemaligen Marineplanquadrat AK 3599.

## U-Bootgruppen, mit welchen U 334 während seines Dienstes operierte
| U-Bootgruppe | Zeitraum                          |
| ------------ | --------------------------------- |
| Naseweis     | 31. März 1942 bis 10. April 1942  |
| Bums         | 10. April 1942 bis 12. April 1942 |
| Eisteufel    | 21. Juni 1942 bis 5. Juli 1942    |